# Potápka žlutorohá
Potápka žlutorohá (Podiceps auritus) je druh potápky, který se vyskytuje v Severní Americe a Eurasii. Do Česka zaletuje vzácně, ale každoročně, a výjimečně zde může i zazimovat.  Podobá se potápce černokrké (zvláště v prostém šatu), od níž se liší rovným krátkým zobákem a temenem, které vybíhá do špičky až v zadní části. Ve svatebním šatu má výrazné žluté opeření za okem, tzv. „růžky“, které daly potápce její druhové jméno. 
Hnízdí na sladkovodních plochách, většinou jednotlivě, občas v menších koloniích. Zahnízdění předchází propracované námluvy. Hnízdo bývá umístěno v mělkých vodách v hustých podrostech. Samice snáší kolem 4–5 vajec, péče o mláďata trvá kolem 55–60 dní. Jedná se o zranitelný druh s klesající populací následkem zániku přirozených stanovišť, která bývají přeměňována na lesnické celky a zemědělské plochy.

## Systematika
Druh formálně popsal již Carl Linné v 10. vydání Systema naturae v roce 1758 jako Colymbus auritus. Linné za typovou lokalitu uvedl Evropu a Ameriku, což bylo později upřesněno na finské přístavní město Vaasa. Moderní taxonomie druh zařazuje do početného, široce rozšířeného rodu Podiceps, který vytyčil anglický ornitolog John Latham v roce 1787. Druhové jméno auritus pochází z latinského auris, neboli „ucho“, a ve volném překladu znamená „ušatý“ nebo „dlouhouchý“. Rozlišují se dva následující poddruhy:
- P. a. auritus (Linnaeus, 1758) – rozšířen v Eurasii.
- P. a. cornutus (Gmelin, JF, 1789) – obývá Severní Ameriku.

## Popis

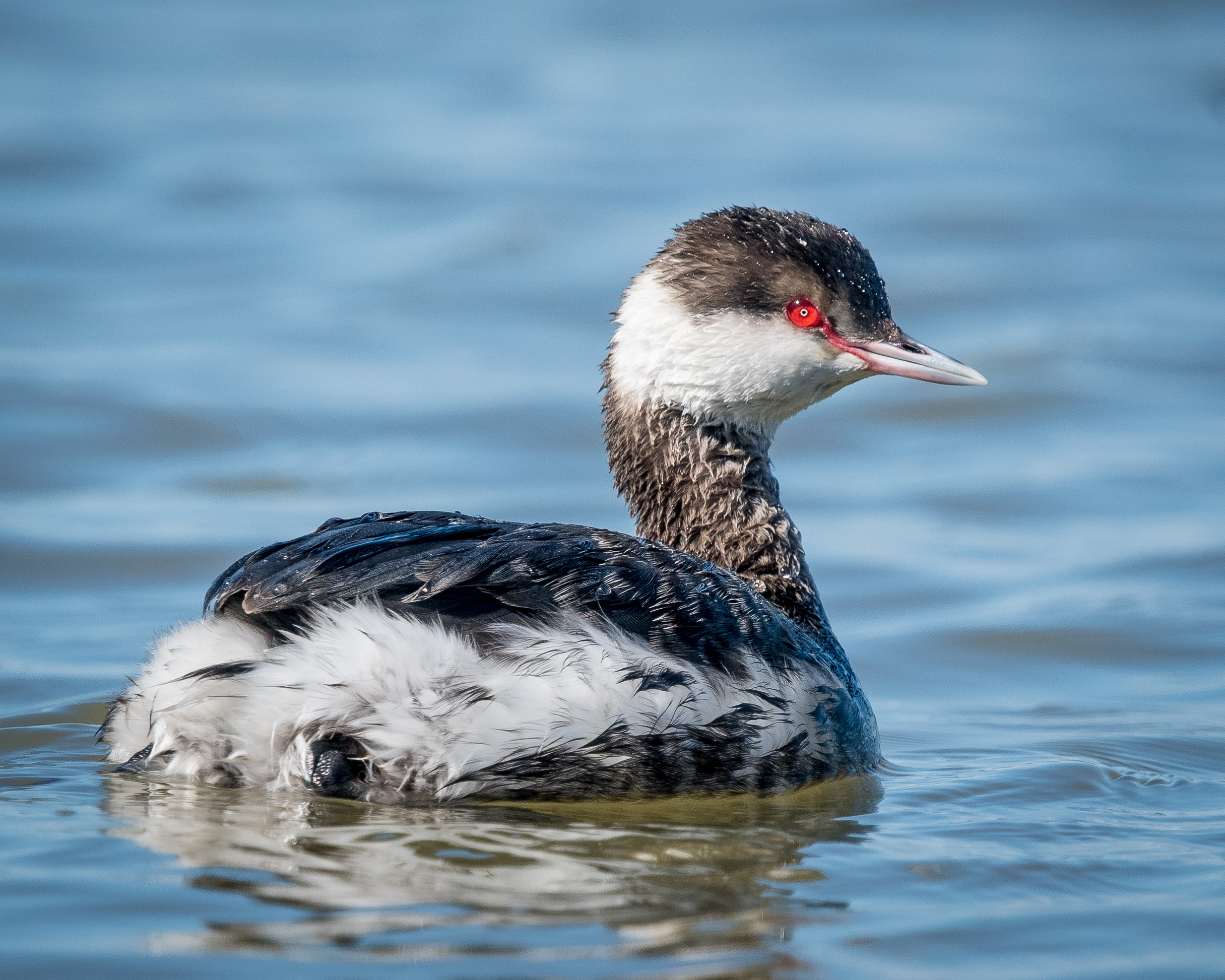
Potápka žlutorohá (prostý šat)

Potápka žlutorohá je poměrně malý vodní pták o délce těla kolem 31–38 cm. Rozpětí křídel se pohybuje od 46 do 62 cm, hmotnost je v rozmezí asi 300–575 g.
Opeření samce i samice je stejné. Dospělec ve svatebním šatu má černou bradu, čelo, temeno a týl. Peří na temenu vybíhá do špičky. Rovný a relativně krátký zobák je modrošedý s bělavou špičkou, kořen zobáku je načervenalý. Uzdička je rezavohnědá. Duhovky jsou růžové až karmínové. Nad očima začíná rezavohnědý proužek, který se táhne k týlu, kde utváří nápadné vztažitelné „růžky“, které vysloužily potápce její druhové jméno. Přední část dlouhého, útlého krku je rezavohnědá. Spodina je bílá, boky červenohnědé s občasnou příměsí černé a šedé. Ruční letky jsou černohnědé, loketní letky bílé. Nohy jsou modravé až zelenošedé, okraje prstů žlutavé, vnější okraje běháku jsou hnědočerné, stejně jako spodní strana prstů. Prostý šat dospělců je svrchu černý, hřbetní pera mají hnědé okraje. Opeření na bocích je zakončeno černohnědě. Spodina je stříbřitě bílá. Šat mláďat se podobá prostému šatu dospělců, avšak shora je nahnědlý, a strany hlavy a týl mají tmavě hnědé skvrny. Za okem je umístěna bílá či žlutá skvrna.

## Výskyt

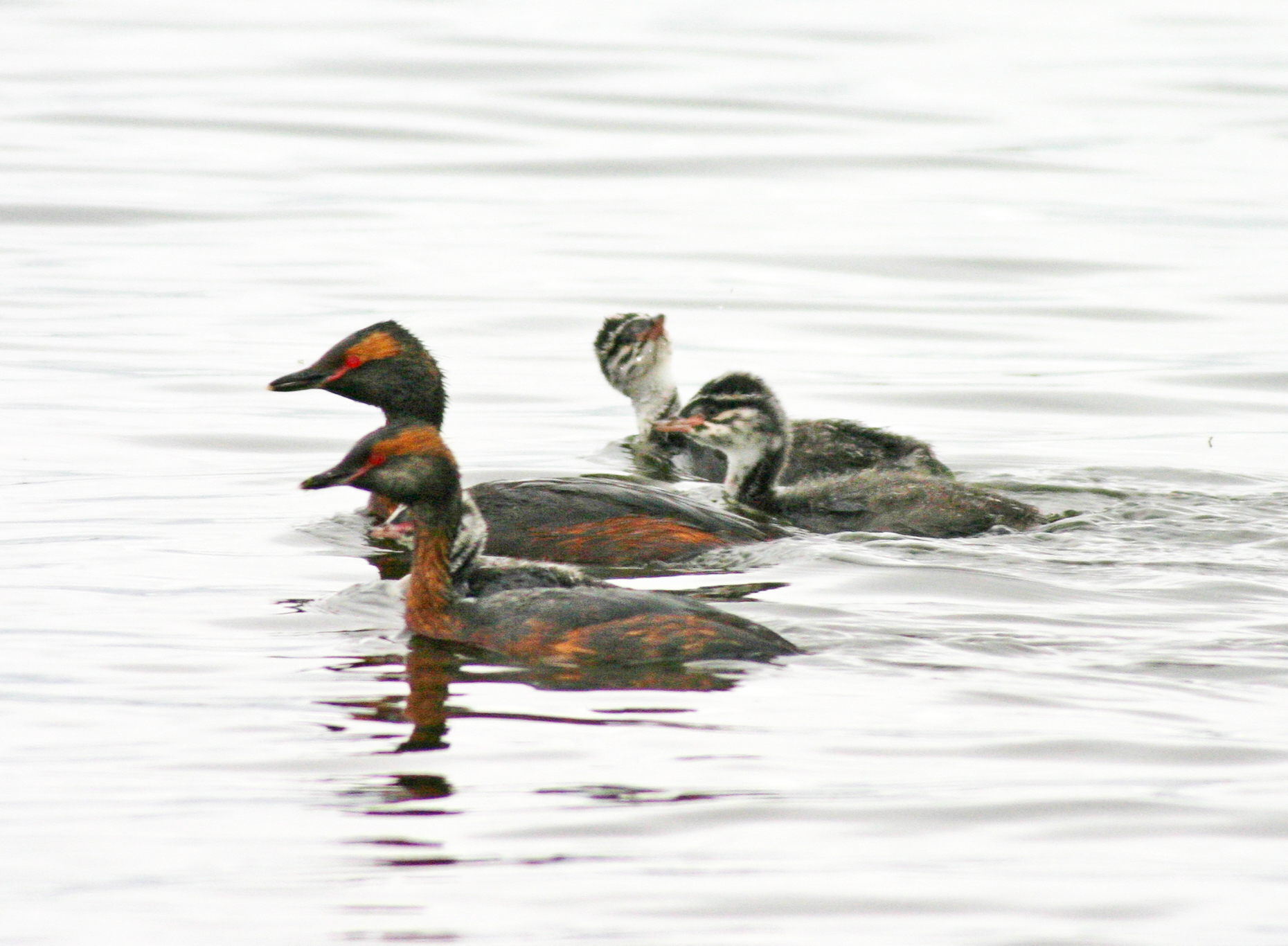
Pár potápek žlutorohých s mláďaty

V Eurasii je potápka žlutorohá rozšířena na Islandu, od Skandinávie po Kazachstán a severozápadní Mongolsko až po Čukotku a Kamčatku. Zimuje od Severního po Kaspické moře, a na pobřeží Japonska a Číny. V Severní Americe se vyskytuje na Aljašce, v Kanadě a na severu Spojených států amerických. Nejvýchodnější populace Severní Ameriky hnízdí na Îles de la Madeleine. Zimuje podél severoamerického pobřeží od Aljašky a východní Kanady po Kalifornii, Floridu, Texas a severovýchodní Mexiko.  V roce 2012 se celková populace odhadovala na 239–583 tisíc jedinců, z čehož na Evropu připadalo 6400–9200 hnízdních párů.

### Česko
Potápka žlutorohá na území Česka nehnízdí, pouze tudy protahuje v nepříliš hojných počtech. Může být pozorována prakticky kdekoli, kde nalezne vhodná stanoviště. Jarní tah Českem nastává během dubna a května, podzimní tah v říjnu a listopadu. Velmi vzácně může dojít i k hnízdění.  V letech 1989–2007 bylo zaznamenáno minimálně 24 pozorování.

## Biologie a chování

### Stanoviště
Hnízdní stanoviště potápky žlutorohé tvoří sladkovodní plochy, jako jsou močály, jezera, rybníky i odlehlejší oblasti pomalu tekoucích řek. Vyhledává hlavně oblasti s mozaikou otevřených ploch a vodní vegetace vyrůstající nad vodní hladinu. Zimní stanoviště tvoří hlavně brakické vody při ústí řek a také mořské pobřeží, kde má v oblibě hlavně chráněné zátoky, občas se však vyskytne i dále od pobřeží na otevřeném moři. Část populace může zimovat i na větších jezerech a řekách.

### Chování

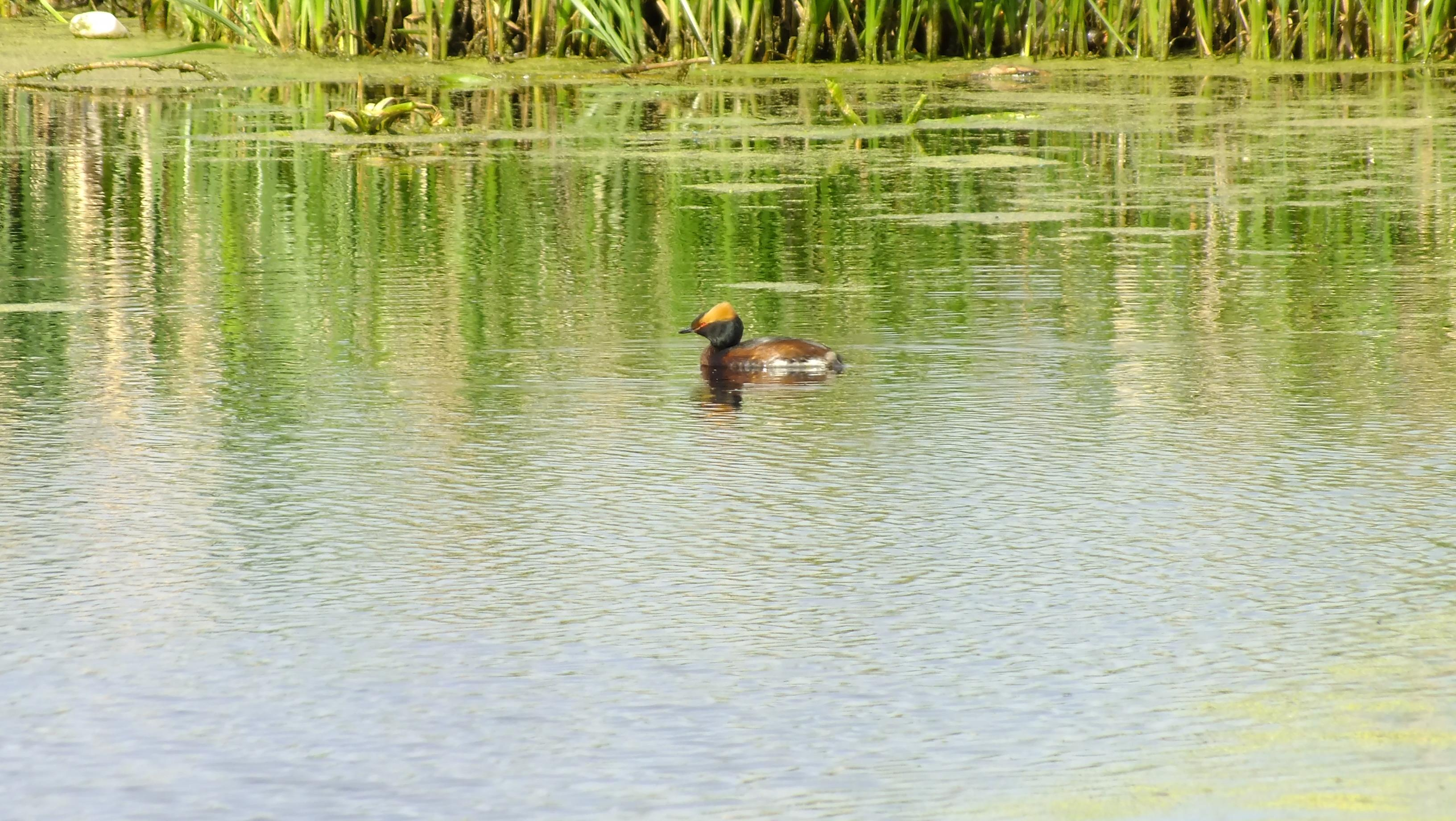
Potápka v přirozeném prostředí (Rusko)

Jedná se o teritoriální druh potápky. Malé vodní plochy často hostí pouze jediný pár potápek žlutorohých a v případě výskytu více párů bývají jejich hnízda na opačných stranách vodní plochy. V letu často mění směr a v době tahu většinou zvedá nohy a občas i nohy poměrně vysoko. Zatímco v zimě je potápka žlutorohá převážně tichá, v létě se ozývá slabým, avšak dalece znějícím chvějivým či chrastivým hii-arrr. Častý je i pronikavý trylek, který je tvořen rychlými tóny měnícími se v klesající vrnivé zvuky zakončené táhlým nosovým tónem. Jedná se o svižného potápěče, který se pod vodou umí velmi hbitě a rychle pohybovat. Rychlost podvodního plavání dosahuje až 1 m / s, což potápce žlutorohé umožňuje ulovit i poměrně velké ryby. Délka ponorů se pohybuje v průměru kolem 20 vteřin.
K predátorům patří různé druhy savců, jako je norek americký, mýval severní, a také jiní ptáci, jako jsou racci nebo vrána černá. V Severní Americe potápce žlutorohé konkuruje potápka americká, v Evropě dochází ke kompetici o potravu a hnízdiště s místními druhy evropských potápek.

### Hnízdění

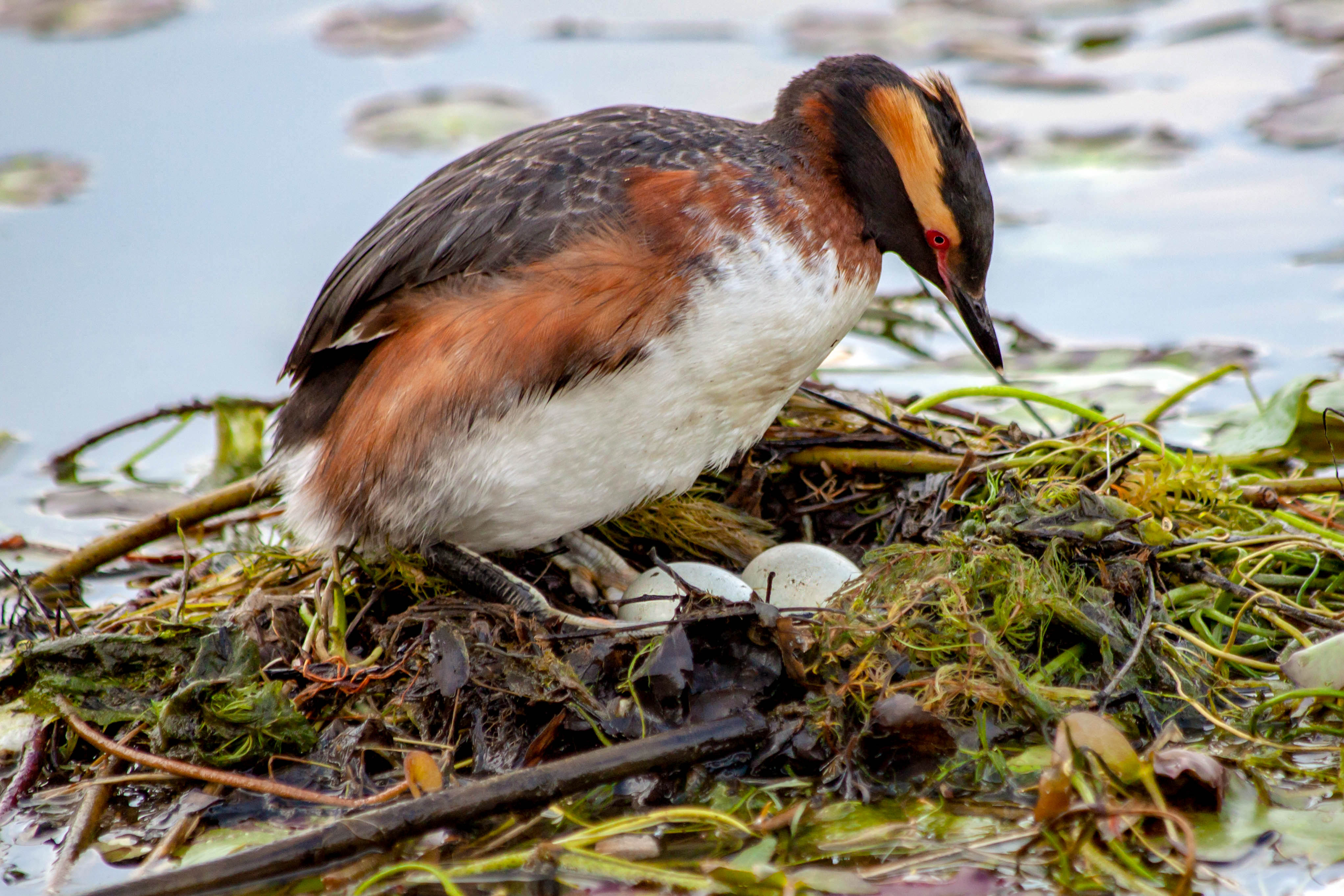
Dospělec na hnízdě (Rusko)

Jedná se o sezónně monogamní ptáky, což znamená, že v době hnízdního období si samec se samicí zachovávají věrnost, avšak v následující hnízdní sezóně si hledají nové partnery. Je možné, že některé páry přetrvávají i do dalších hnízdních období. Spárování potápek žlutorohých předchází okázalé námluvy, které tvoří řada vizuálních a hlasových prvků. Podobně jako u ostatních potápek, i u potápky žlutorohé se vyskytuje námluvní rituál zahrnující kousek vodního plevele. Potápka žlutorohá se potopí pod vodu, kde najde kus vodní rostliny, který uzme do zobáku a vynoří se. Zatímco ostatní druhy potápek plevel pokládají před svého partnera nebo na jeho záda, potápky žlutorohé se vztyčí nad vodu, přitisknou hruď na hruď, načež se otočí k sobě boky a se vztyčenými těly a plevelem v zobáku utíkají po vodě do vzdálenosti až 10 m. Dosednou na vodu, na chvíli se oddělí, aby se vzápětí opět přitiskly hruď na hruď a běh se opakuje až 15× po sobě.

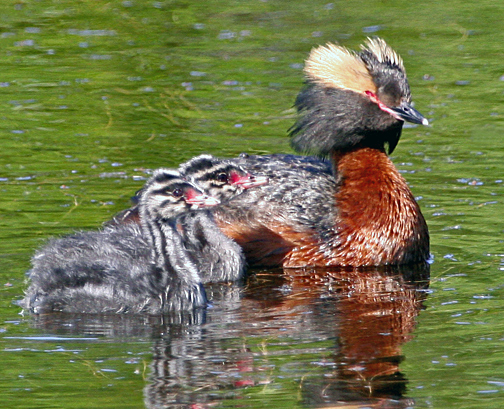
Potápka žlutorohá s mláďaty

Ke kladení vajec dochází od dubna od srpna, ve výše položených oblastech, jako je Norsko nebo Island, je hnízdní období prodlouženo až do září. Hnízdí samostatně, občas však může tvořit kolonie. Na stavbě hnízda se podílí oba partneři. Hnízdo je jen větší hromádka tlejícího rostlinného materiálu, kterou potápky žlutorohé umisťují do bažinatých podrostů. Potápky někdy rozestaví více hnízd, avšak dokončí jen jedno. Právě do něj samice nakonec snáší vejce. Samice klade kolem 4–5 vajec ve 40 hodinových intervalech. Typicky snáší jen jednu snůšku, občas dvě. Namodralá vejce jsou protáhlá se zašpičatělými póly. Rozměr vejce bývá kolem 45×30 mm, hmotnost kolem 19–25 g. Inkubaci dlouhou kolem 23–24 dní zajišťují oba partneři. V případě raného zániku snůšky většinou dochází k nakladení snůšky nové, a to buď to stejného hnízda, do hnízda nového nebo se pár potápek může přesunout na nové teritorium. Mláďata se rodí v prachovém peří, které je světlé, shora pruhované. K osamostatnění dochází ve věku kolem 55–60 dní.

### Potrava

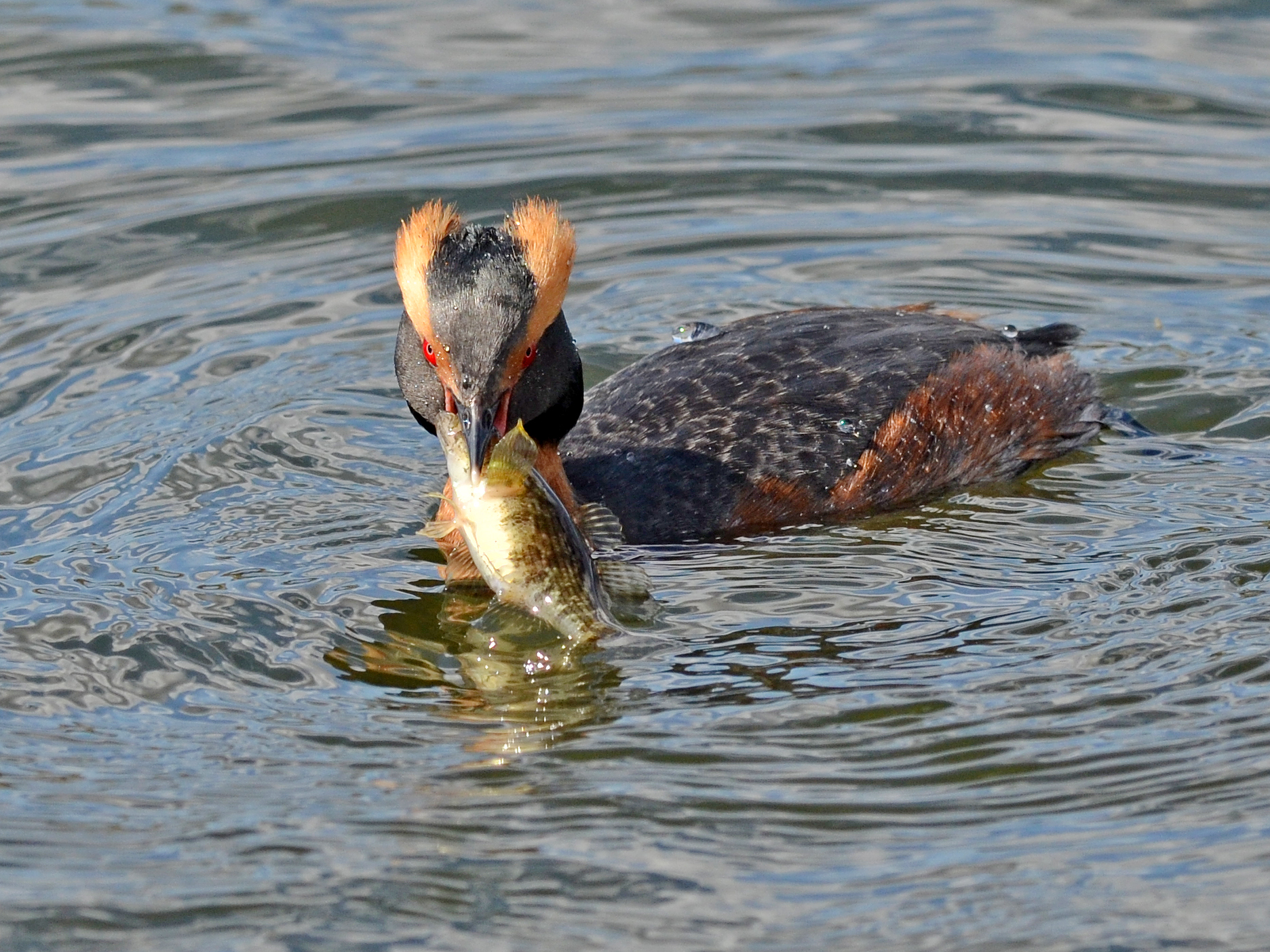
Potápka žlutorohá s ulovenou rybou

Co do počtu v potravě převažují členovci, v biomase vévodí ryby. Nejedná se o příliš vybíravý druh a v rámci členovců a ryb sežere jakékoli druhy, které se zrovna namanou. Z hmyzu lze zmínit brouky, vážky, jepice, stejnokřídlice nebo chrostíky; požírá dospělce i larvy. Z korýšů pojídá např. desetinožce, různonožce nebo zástupce skupiny Diplostraca. Nepohrdne ani červy nebo měkkýši. Ryby jsou důležité hlavně na moři, kde je jich dostatek. Potravu sbírá pod vodou, z povrchu hladiny nebo z listů. Létající hmyz může zachytit přímo za letu.

## Ohrožení
Potápka žlutorohá představuje zranitelný druh. Její populace je na ústupu z důvodu zániku přirozených stanovišť. Globální oteplování přispívá k nadměrnému zarůstání otevřených vodních ploch vodními rostlinami, které mají negativní vliv na životní prostředí potápek. Močály jsou vysoušeny za účelem získání nových ploch pro zemědělství i lesnictví. Vodní plochy následkem vysázení nových stromů ubývají, a zároveň se snižuje jejich množství bezobratlých živočichů. Rozšiřování zemědělství s sebou nese zvýšenou eutrofizaci okolních vodních ploch, což má negativní vliv na kvalitu potravní nabídky potápek. Introdukcí pstruha duhového do řady vodních ploch opět narůstá potravní kompetice potápek. Potápky žlutorohé padá za oběť i zamotání do rybářských sítí, což je problém hlavně v oblasti zimování na mořském pobřeží.